# Dedicon

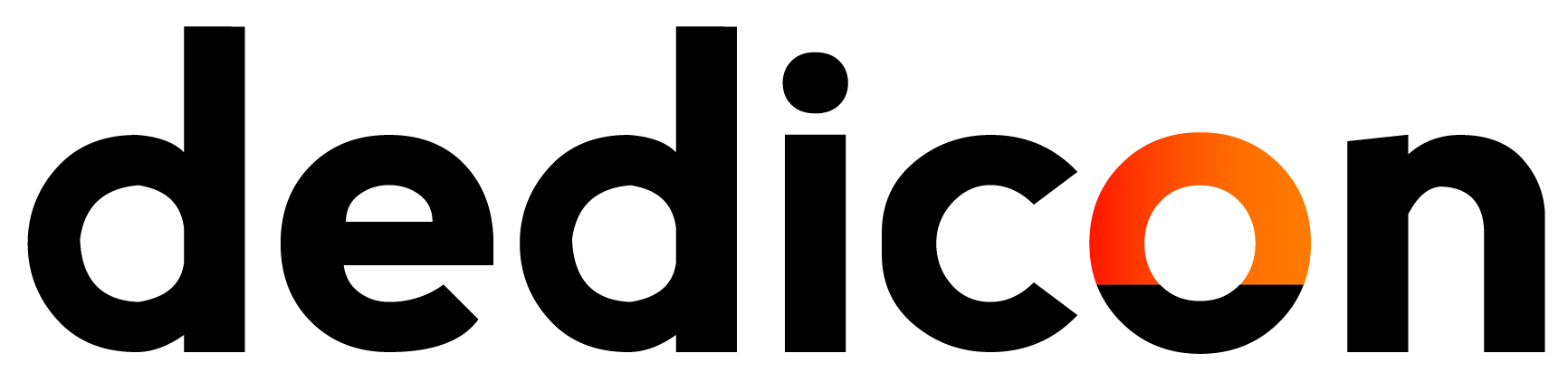
Logo van Dedicon

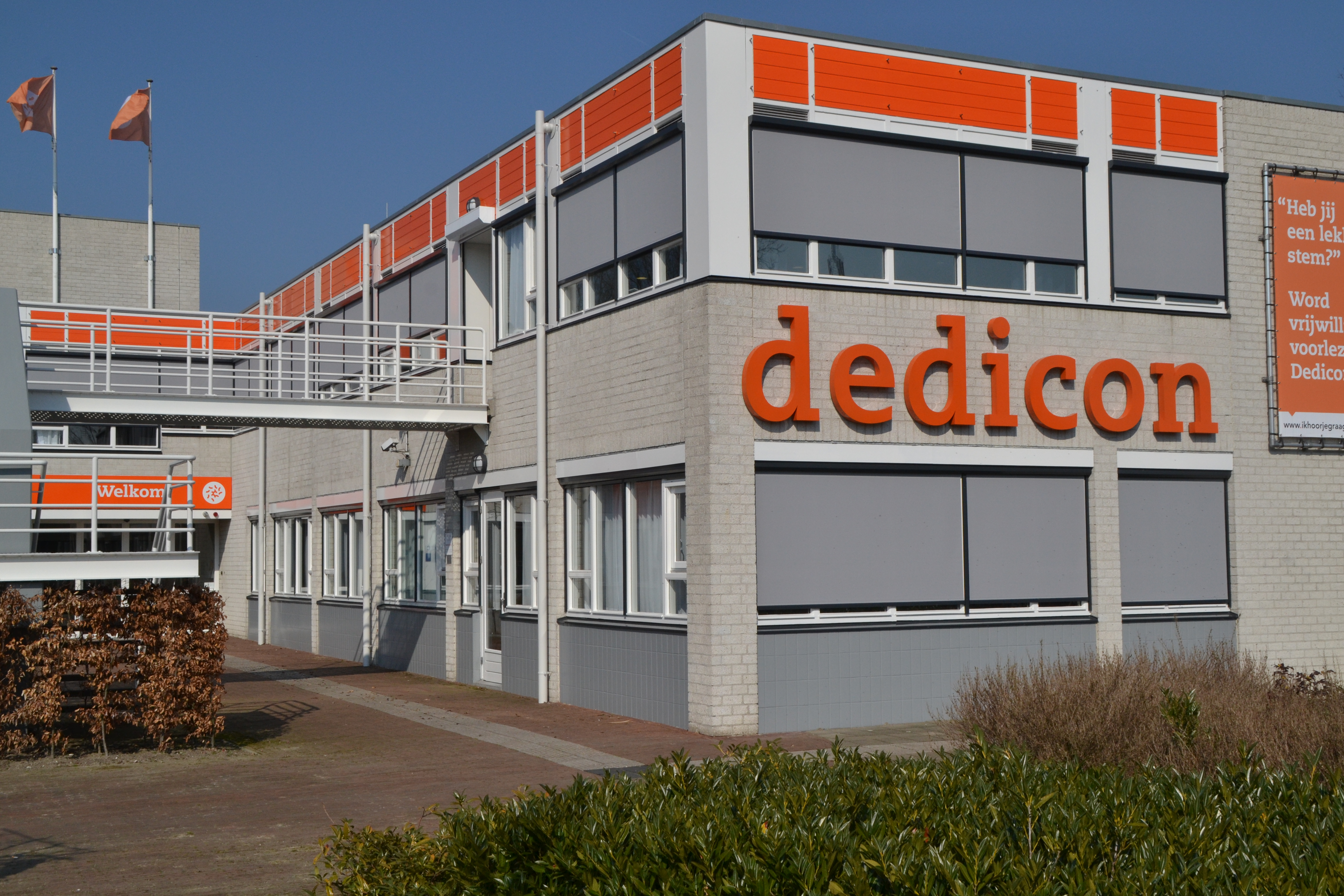
Voorgevel

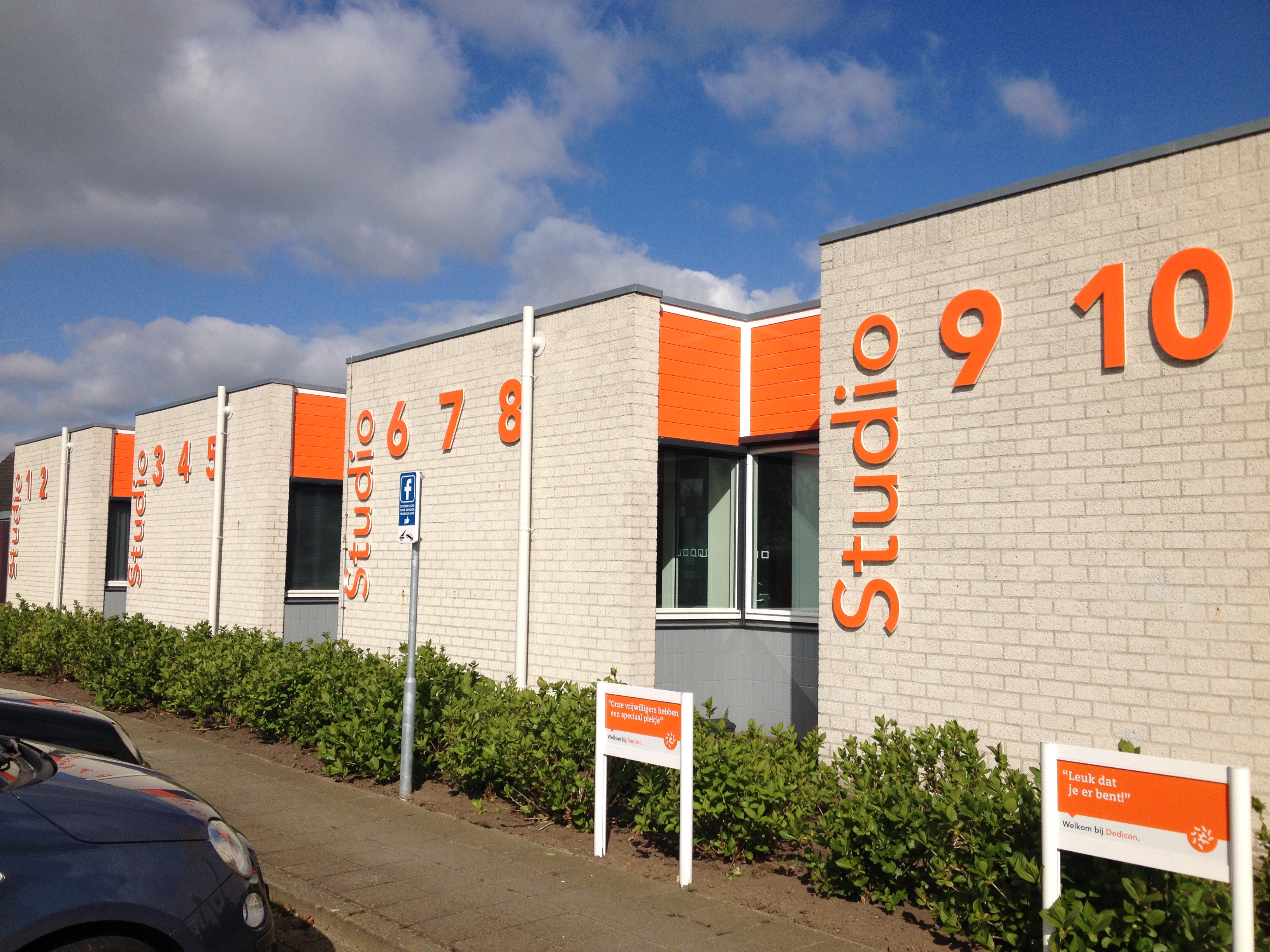
Studio's

Dedicon is een Nederlandse stichting die gespecialiseerd is in het toegankelijk maken van (school)boeken, kranten, tijdschriften, bladmuziek en andere informatie in alternatieve leesvormen voor mensen met een leesbeperking (zoals een visuele beperking, dyslexie en motorische beperkingen). Het hoofdkantoor van Dedicon is gevestigd in Grave. In Rijswijk heeft Dedicon een studiolocatie. 
De belangrijkste opdrachtgevers van Dedicon zijn het ministerie van Onderwijs, Cultuur en Wetenschap en de Koninklijke Bibliotheek. Daarnaast ontvangt Dedicon opdrachten van andere organisaties met een publieke functie, zoals gemeenten, uitgeverijen, openbaarvervoerbedrijven en musea. 
De naam Dedicon is afgeleid van het Latijnse werkwoord dedicare dat toewijden of bestemmen voor betekent.

## Geschiedenis
Dedicon is voortgekomen uit een samenvoeging van de productiefaciliteiten van vier blindenbibliotheken: Centrum voor Gesproken Lectuur, Studie- en Vakbibliotheek, Nederlandse Luister- en Braillebibliotheek en Le Sage ten Broek. De frontofficefuncties van deze organisaties zijn per 1 januari 2007 opgegaan in Loket Aangepast Lezen (tegenwoordig Bibliotheekservice Passend Lezen). De ontstane productieorganisatie heette Federatie van Nederlandse Blindenbibliotheken (FNB). Sinds 1 juni 2006 is deze naam veranderd in Stichting Dedicon.

## Alternatieve leesvormen
Dedicon produceert luisterboeken in het DAISY-formaat. Ook produceert de stichting karaoke-boeken; boeken die via een computer of tablet gelezen kunnen worden. De lezer krijgt in beeld de tekst te zien, samen met een karaokebalkje dat meeloopt met de tekst. 
Dedicon produceert daarnaast romans, schoolboeken en bladmuziek in braille. Vergrote boeken van het A3 formaat worden ook geproduceerd voor slechtzienden.
Dedicon maakt tevens reliëfproducten: voelbare kaarten, plattegronden en informatieborden, naast voelbare boekjes en speciale tekeningen die gebruikt kunnen worden in het onderwijs.

## Samenwerking
Samen met Bibliotheekservice Passend Lezen en de Christelijke Bibliotheek voor Blinden en Slechtzienden (CBB) vormt Dedicon de keten Passend Lezen. Dedicon en de CBB zorgen voor de materialen en diensten die vervolgens via de Bibliotheekservice Passend Lezen aan te vragen zijn.